# Александровіч Вячеслав Олександрович
Вячеслав Олександрович Александровіч (рос. Вячеслав Александрович Александрович; 1884 —  8 липня 1918, Москва) — діяч партії есерів, функціонер ВЧК.
Активіст лівої партії есерів, заарештований і в 1912 р. засуджений до заслання в Іркутську губернію, звідки втік у 1915 р. З 1917 член виконкому Петроградської ради. У 1917-1918 роках член WCIK, з грудня 1917 по липень 1918 член ЦК Партії лівих соціалістів-революціонерів. З 21 січня по 7 липня 1918 р. товариш голови ВЧК при Раді Народних Комісарів РРФСР Ф. Дзержинський, з березня по 7 липня 1918 р. завідувач відділу ВЧК при Раді Народних Комісарів РРФСР. РРФСР за боротьбу зі злочинністю. Один із керівників повстання лівих есерів у Москві в липні 1918 р., за що 7 липня 1918 р. був заарештований і наступного дня розстріляний.